# Estación México
Estación México es un álbum en directo grabado durante la presentación de Manu Chao en el Multiforo Alicia el 27 de marzo de 2006, un día después del concierto ofrecido en el Zócalo de la Ciudad de México. La producción fue realizada por el mismo Foro Alicia y con la propuesta de Manu fue editado para su venta en México. El dinero recaudado por las ventas es destinado a la Comisión Sexta del Ejército Zapatista de Liberación Nacional, presos políticos de Atenco y Oaxaca.

## Lista de canciones
CD1
1. Clandestino
2. Por ti (Libertad)
3. Giramundo
4. Cabra da peste
5. Para de beber
6. El contragolpe
7. Carreteiro
8. Mala fama
9. Desaparecido
10. ...Cuándo llegaré?
11. Zapato viejo
12. Bienvenida A Tijuana
13. La vida tómbola/5 minutos

CD2
1. El hoyo
2. Peligro
3. Casa Babylon
4. Mamá perfecta/Sueño de Solentiname
5. Tadibobeira
6. Por el suelo
7. Mr. Bobby
8. La primavera
9. Radio Bemba